# Tomás Villegas
Tomás Ariel Villegas (* 30. April 2004) ist ein argentinischer Leichtathlet, der sich auf den Sprint spezialisiert hat.

## Sportliche Laufbahn
Erste Erfahrungen bei internationalen Meisterschaften sammelte Tomás Villegas im Jahr 2023, als er bei den Südamerikameisterschaften in Bogotá in 21,87 s den siebten Platz im 200-Meter-Lauf belegte und mit der argentinischen 4-mal-100-Meter-Staffel in 40,18 s die Bronzemedaille gewann. Anschließend schied er bei den U20-Panamerikameisterschaften in Mayagüez mit 21,85 s im Vorlauf über 200 Meter aus und gewann mit der Staffel in 40,26 s die Bronzemedaille. Im Jahr darauf gewann er bei den U23-Südamerikameisterschaften in Bucaramanga in 10,41 s die Silbermedaille im 100-Meter-Lauf hinter dem Kolumbianer Carlos Flórez und musste sich auch über 200 Meter in 21,19 s nur dem Kolumbianer geschlagen geben. 2025 belegte er bei den Südamerikameisterschaften in Mar del Plata in 10,39 s den siebten Platz über 100 Meter und belegte mit der Staffel in 39,91 s den vierten Platz.
2025 wurde Villegas argentinischer Meister im 100-Meter-Lauf.

## Persönliche Bestzeiten
- 100 Meter: 10,21 s (+1,3 m/s), 29. März 2025 in Concepción del Uruguay
- 200 Meter: 21,08 s (−0,7 m/s), 28. September 2024 in Bucaramanga